# Исус. Син на Бога
 Исус. Синът Божи е американски филм. Филмът разказва историята на библейския Исус Христос, която се играе от Диого Моргадо. Премиерата се състоя в Съединените щати 28 февруари 2014.
Филмът разказва за историята на Исус Христос от Раждането до Неговите учения, Разпятието и Възнесението.
В главните роли: Диого Моргадо (Исус Христос), Себастиан Кнап (Йоан Богослов), Дарвин Шоу (Петър) и Грег Хикс (Пилат Понтийски).